# Curiúva
Curiúva är en kommun i Brasilien.   Den ligger i delstaten Paraná, i den södra delen av landet, 900 km söder om huvudstaden Brasília. Antalet invånare är 13 924.
Omgivningarna runt Curiúva är huvudsakligen savann. Runt Curiúva är det ganska glesbefolkat, med 22 invånare per kvadratkilometer.